# Димитріади
Димитріади — назва збройних втручань польських і литовських магнатів у внутрішні справи Московського царства у смутні часи 1604—1610 рр. з метою посадити на престол самозванців, які видавали себе за сина Івана Грозного Димитрія. Димитрій був однією з причин початку польсько-московської війни 1609—1618 рр.

## Військова хронологія Димитріад
- Похід Димитрія Івановича на Москву, 1604—1605 рр.
- Битва під Новгородом-Сіверським, 1604 р.
- Битва під Добриничами, 31 січня 1605 р.
- Облога Кромів, 1605 р.
- Повстання Болотникова, 1606—1607 рр.
- Облога Москви, 1606 р.
- Похід Лжедмитрія ІІ на Москву, 1607—1608 рр.
- Козельська битва, 18 жовтня 1607 р.
- Болховська битва, 10-11 травня 1608 р.
- Битва біля Ходинки, 25 червня 1608 р.
- Зарайська битва, 9 квітня 1608 р.
- Битва під Медвежим бродом, червень 1608 р.
- Битва під Рахманцевим, 22 вересня 1608 р.
- Битва під Калязином, 28 серпня 1609 р.